# 费夫海伦兰登
费夫海伦兰登（荷蘭語：Vijfheerenlanden，荷蘭語發音：[ˈvɛi̯fˌɦeːrə(n)ˌlɑndə(n)]，意为“五个领主的土地”）是荷兰乌得勒支省的一个市镇。该市镇于2019年1月1日由原市镇菲亞嫩（属于乌得勒支省）、莱尔丹和泽德里克（均属于南荷兰省）合并而成。   